# La Tentatrice
Pour plus de détails, voir Fiche technique et Distribution.
La Tentatrice (The Temptress) est un film américain de Fred Niblo (et Mauritz Stiller, non crédité), sorti en 1926.

## Synopsis
L'ingénieur Manuel fait la connaissance de la fabuleuse Elena à un bal masqué à Paris. Ils tombent amoureux. Manuel apprend rapidement qu'Elena est mariée, à un marquis, et qu'elle a même amené un de ses amants à la faillite et au suicide. Entre son amour (et sa déception) pour cette femme et sa carrière, Manuel choisit cette dernière et un immense chantier. Manuel part en Argentine construire un barrage.
Quelque temps plus tard, le marquis et sa femme élisent domicile en Argentine, fuyant un scandale en Europe. Manuel et Elena sont de nouveau confrontés l'un à l'autre ainsi qu'à leur attirance réciproque. Tous les hommes présents sont séduits par cette divine femme.
Un bandit et perturbateur du chantier, Manos, insulte Elena et un duel au fouet prend place entre celui-là et Manuel qui vient défendre l'honneur d'Elena. Manuel gagne en ridiculisant Manos. Elena et Manuel se rapprochent l'un de l'autre lorsque celle-ci le soigne après le combat.
Manos veut se venger, tend un piège à Manuel et c'est le marquis qui est tué. Le barrage est également mis à mal par le bandit.
Finalement, Elena quitte l'Argentine.
Quelques années plus tard, Manuel revient à Paris et tombe par hasard sur une Elena défraîchie, quasi vagabonde.

## Fiche technique
- Titre original : The Temptress

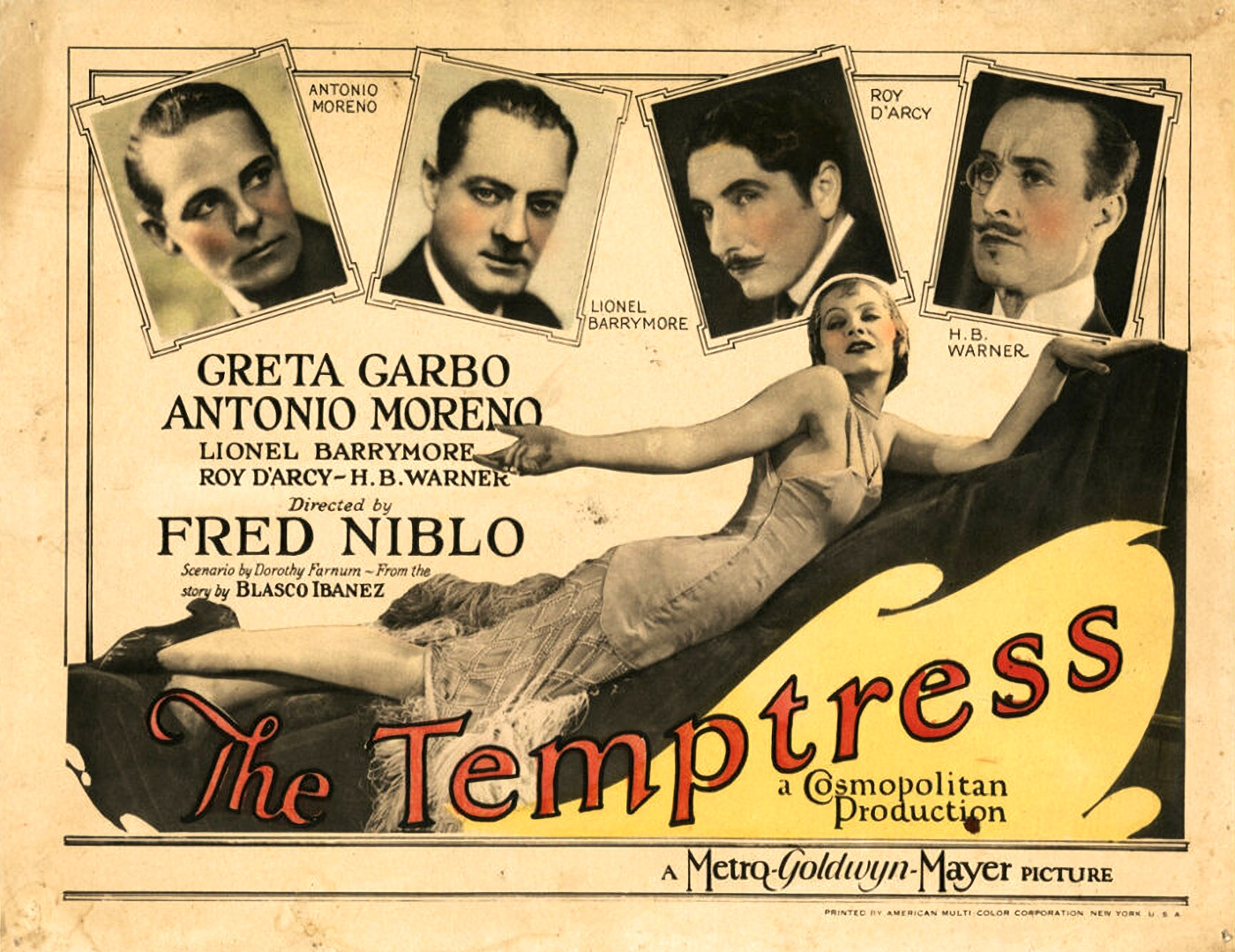
Affiche du film

- Réalisation : Fred Niblo, Mauritz Stiller (non mentionné au générique)
- Assistant réalisateur : H. Bruce Humberstone
- Scénario : Dorothy Farnum, Marian Ainslee (intertitres), d'après le roman La Tierra de Todos de Vicente Blasco Ibáñez
- Image : William H. Daniels, Tony Gaudio
- Montage : Lloyd Nosler
- Direction artistique : Cedric Gibbons, James Basevi
- Costumes : André-ani et Max Rée (non crédité)
- Production : Irving Thalberg (non mentionné au générique)
- Société de production et de distribution : MGM
- Pays : États-Unis
- Genre : Mélodrame
- Durée : 117 min
- Format : Noir et blanc - film muet
- Date de sortie :
  - États-Unis : 3 octobre 1926

## Distribution
- Greta Garbo : Elena
- Antonio Moreno : Manuel Robledo
- Marc McDermott : M.Fontenoy
- Lionel Barrymore : Canterac

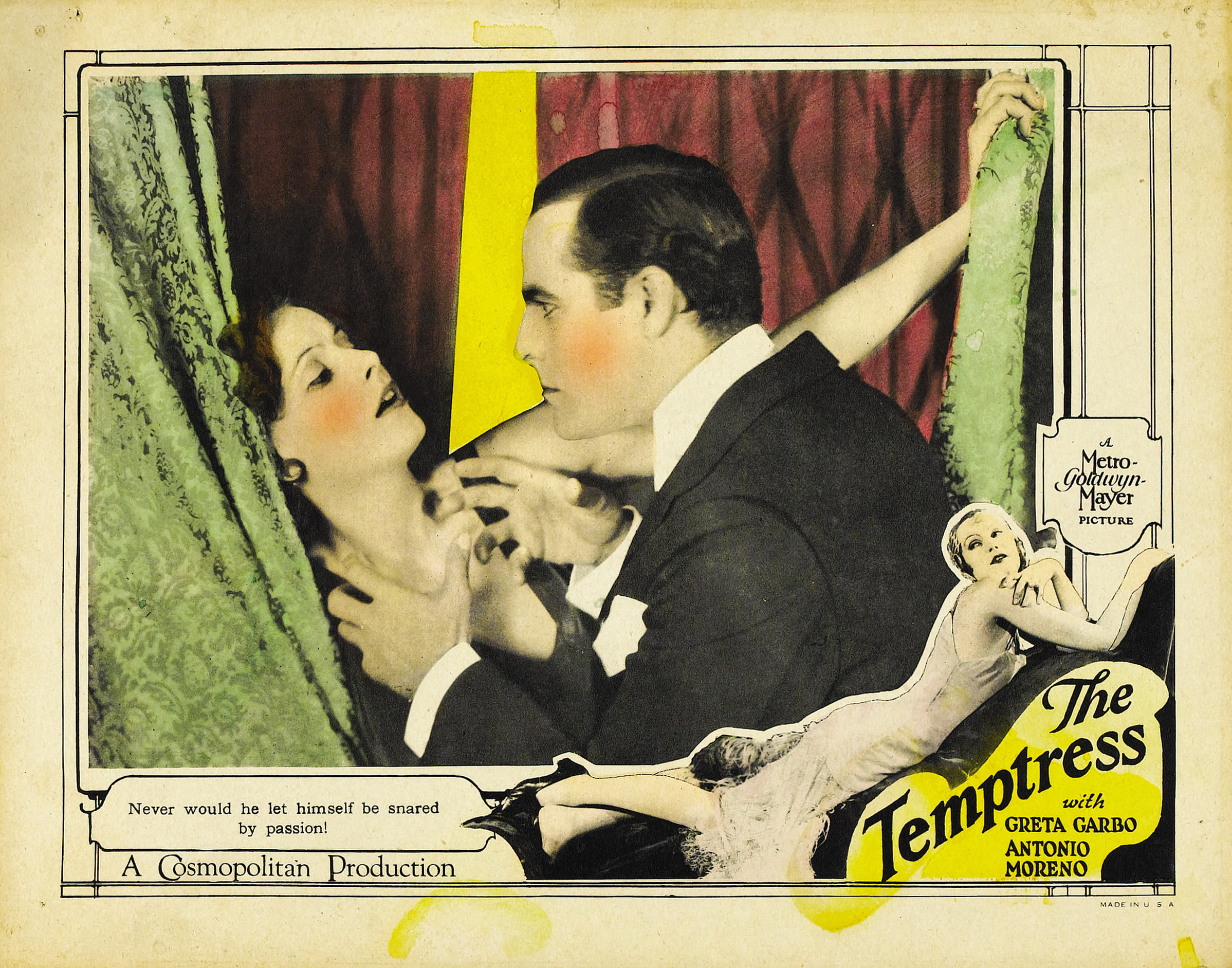
Greta Garbo et Antonio Moreno dans le film.

- Armand Kaliz : Marquis de Torre Bianca
- Roy D'Arcy : Manos Duras
- Robert Anderson : Pirovani
- Francis McDonald : Timoteo
- Hector Sarno : Rojas
- Virginia Brown Faire : Celinda

Acteurs non crédités :
- Steve Clemente : Salvadore
- Louis Mercier : un vendeur de journaux

## Autour du film
- Il s'agit du 9e film de Greta Garbo qui était alors âgée de 21 ans, le 2e de sa carrière hollywoodienne.
- Ce film fut programmé lors de la première diffusion du Cinéma de minuit, le 28 mars 1976 sur la chaîne française FR3[1].